# دروگر
دروگر (به لاتین: Dragør) یک شهرک در دانمارک است که در Dragør Municipality واقع شده‌است. دروگر ۴٫۷۲ کیلومتر مربع مساحت و ۱۲٬۳۰۹ نفر جمعیت دارد.